# Székely Attila
Székely Attila (Székelykeresztúr, 1935. szeptember 28.–) erdélyi magyar történész, régész.

## Életútja, munkássága
Családjával 1945-ben került Nagyenyedre, ahol a Bethlen Gábor Kollégium tanítóképző intézetében kezdte középiskolai tanulmányait, s 1953-ban, a Pedagógiai Líceumban érettségizett. Egy évet tanított Kémeren, majd a katonai szolgálat után Kiskedén. 1957. január 1-től a székelykeresztúri Gyermekotthonban lett nevelő, 1990-től az intézmény igazgatója. Közben 1974-ben a BBTE-n, látogatás nélküli tagozaton, történelem szakos tanári diplomát szerzett.
A Gyermekotthonban végzett munkája mellett önkéntesként kapcsolódott be a székelykeresztúri Múzeum munkájába. Molnár István és Székely Zoltán munkatársaként részt vett a siménfalvi, székelyszenterzsébeti, nagymedeséri, rugonfalvi, szentábrahámi, csekefalvi ásatásokban.
Első írása a Művelődésben jelent meg 1978-ban a régi székelykeresztúri oktatásról. Helytörténeti, történelmi és régészeti cikkeket közölt a megyei és országos lapokban (Erdélyi Napló, Krónika, Romániai Magyar Szó), a Hargita Kalendáriumban (1979). Székelykeresztúri ásatási naplója a Székelyföldben (2000/1), Székelykeresztúr várostörténeti ismertetője az Erdélyi kalendáriumban (2006), a város oktatástörténetének 440 éves történetéről nyújtott összefoglalója az Örökségünk c. folyóiratban (2008/3), a keresztúri gepida temetőről Körösfői Zsolttal közös tanulmánya az Acta Siculica 2007. évi kötetében jelent meg. Megírta az 1848–49-es forradalom és szabadságharc helytörténetét (A kétfejű sas leverésével kezdődött. Székelykeresztúr 1848–49-ben. In: A Szent Szabadság oltalmában. Szerk. Gaal György. Kolozsvár, 2000) és saját 1956-os kiskatona-emlékeit (Az én 56-om. Erdélyi Napló, 2006. október 24.).
Egy évtizeden át a székelykeresztúri régészeti feltárásokban Benkő Elek munkatársa volt, akinek 1987-ben történt kényszerű távozása után folytatta a félbemaradt régészeti munkát, amit 1990 után közvetlenül irányított. E munkásságának eredményei (maga készítette fotókkal és az általa feltárt leletekkel) két társszerzős kötetben jelentek meg.

## Kötetei
- Középkori mezőváros a Székelyföldön. Társszerzők: Benkő Elek és Demeter István. Kolozsvár, 1997. Erdélyi Tudományos Füzetek 223.
- Középkori udvarház és nemesség a Székelyföldön. Társszerző Benkő Elek (Budapest, 2008).

## Díjak, elismerések
Székely Attila nyugdíjas tanár, a székelykeresztúri Molnár István Múzeum munkatársa 2005-ben megkapta a Magyar Tudományos Akadémia magas kitüntetését, a régészeti örökség megőrzéséért járó Schönvisner István-emlékéremet